# Projet des nonnes tibétaines
Pour les articles homonymes, voir TNP.
Le Projet des nonnes tibétaines ou Tibetan Nuns Project (TNP) est une association à but non lucratif qui fournit un enseignement et une aide humanitaire à des religieuses de toutes les écoles du bouddhisme tibétain et réfugiées du Tibet dans des régions himalayennes de l'Inde.

## Historique
Le Projet des nonnes tibétaines s’est développé après la marche dramatique de 66 nonnes qui a demandé deux ans du Tibet à Dharamsala, traversant l’Himalaya en 1991. 
Rinchen Khandro Choegyal coordonne le Projet des nonnes tibétaines. En 1996, le Projet des nonnes tibétaines étaient responsables d’environ 400 nonnes à Dharamsala, leur nombre est en augmentation constante, d’autres nonnes venant du Tibet, du Ladakh, et d’autres régions de l’Inde.